# 正濱漁港
25°09′07″N 121°45′59″E / 25.152039°N 121.766352°E
正濱漁港，舊稱基隆漁港，位於基隆市中正區正濱里與和平島南方，屬於第一類漁港；可停泊1,000頓以上的遠洋漁船，為近海拖網與遠洋漁業基地。由於和平島的山脈阻擋東北季風，早在台灣荷西時代即為帆船停泊港灣，西班牙聖薩爾瓦多城也建在和平島南岸旁並控制著正濱漁港。現今該港雛型主要是1934年台灣日治時期由日本政府建成，時稱「基隆漁港」，為當時北台灣最大的漁港，戰後也曾繁榮一時。「正濱」港名取自中正區的「正」字與台灣日治時期行政區濱町的「濱」字組合而成。 該港灣主要由八尺門水道、珠螺澳、田寮澳與拔死猴澳等小灣澳構成。 該港地形條件優良，曾為日治時代金瓜石銅礦的主要輸出港。近年來政府積極興建深水碼頭並填築新生地以期盼再造漁業榮景，並積極開發成假日休閒懷舊碼頭為目標。

## 介紹
正濱漁港的船隻大多為50噸以上，以遠洋拖網與延繩釣漁船為主，作業往返時間約1至3個月；現有的遠洋漁業為印尼路線的拖網船與關島抓鯊魚的拖繩釣漁船。漁船經營種類以拖網為主，棒受網、延繩釣、流刺網為副；作業漁場以東海、黃海、南海以及臺灣海峽為多；漁獲物以白帶魚、海鰻、蝦類、紅目鰱、秋姑、花枝、鎖管、龍蝦、螃蟹、雜魚等為主，年產量約 30000 公噸。

## 沿革

### 日治時期

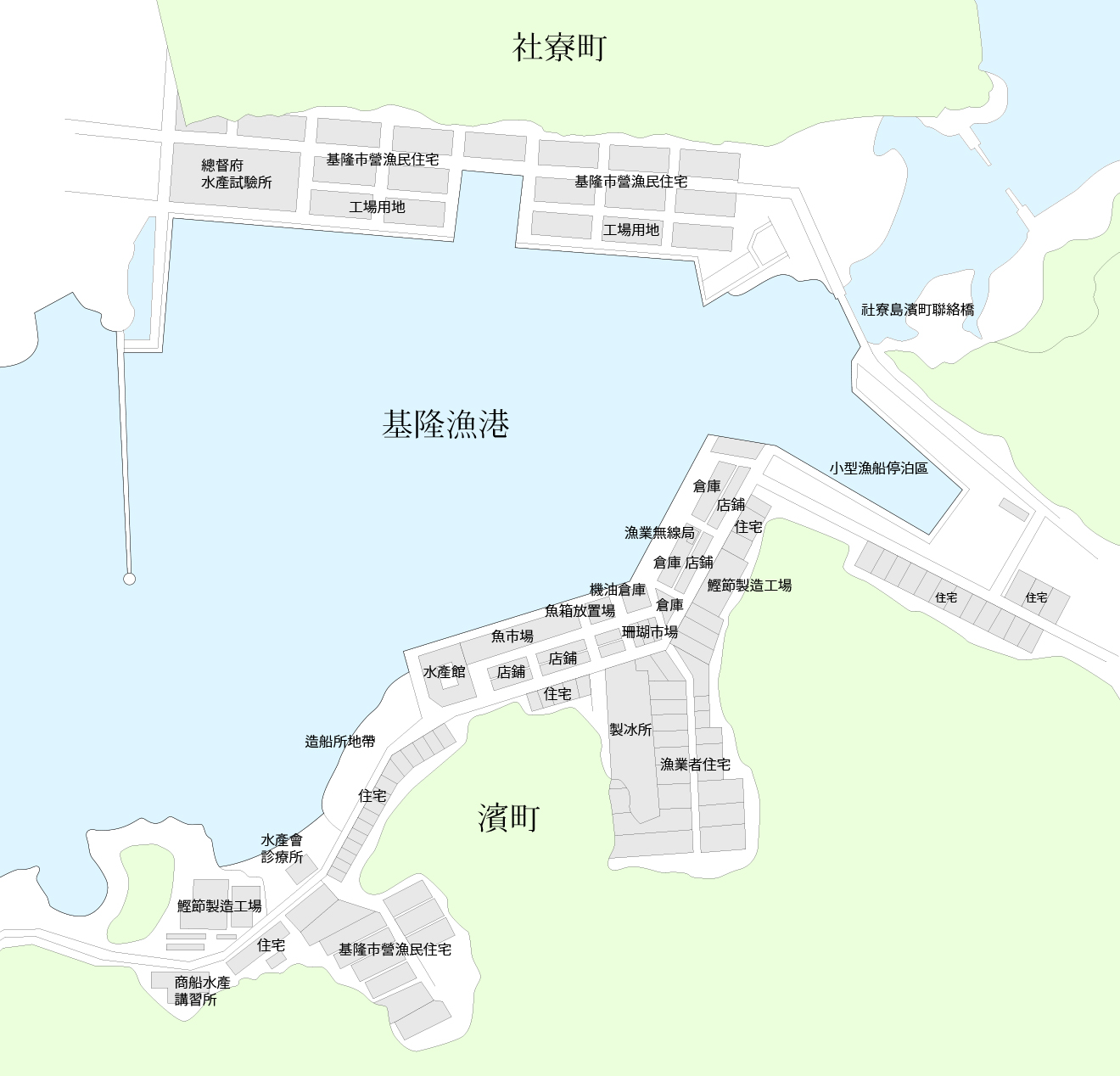
基隆漁港周邊設施 (1935年)

基隆港原本並沒有商港與漁港的區分，由於出入船隻與日俱增，臺灣總督府於是計畫將漁港移到社寮町和濱町之間的八尺門，並稱之為「基隆漁港」，可停靠400艘漁船。基隆漁港的小型船隻停泊處在1929年5月14日動工，1934年5月31日完工，其工程費由台北州廳負擔，共計104,751圓。漁港陸上設施則是在1932年3月1日動工，1933年3月31日完工，其工程費由中央負擔，共計503,664圓。基隆漁港的陸上設施包含了水產館（漁會正濱大樓）、魚市糶場、漁業無線局、珊瑚市場、魚箱置場、賣店、給水所、共同便所，以及170戶位於社寮町和30戶位於濱町的基隆市營漁民住宅。基隆漁港在完工後，原本皆位於濱町的臺灣總督府水產試驗所和臺北州立水產試驗場也搬到了基隆漁港的南北兩側。在1935年，連接和平島與台灣本島的雞籠橋（和平橋）完工。

### 戰後
基隆漁港在案二戰後改稱「正濱漁港」，由於其受到基隆商港管理，與商港使用同一航道，且漁港北岸碼頭被造船廠所佔用，使正濱漁發展受限。在1961年與1963年，各投資290萬元興建魚市場突堤60公尺及北側加油突堤60公尺，以改善碼頭不敷使用之情況。在1974年，台灣省政府委員會決議興建八斗子漁業專用港，待其完工後，將正濱漁港漁船全數入，正濱漁港則供商港使用。但隨著漁業發展和漁船大型化，八斗子漁港無法容納正濱漁港的漁船和相關設施。在1994年，還進行正濱路南側小型船渠碼頭改善103公尺（水深3.0公尺）及八尺門泊區碼頭改善66.6公尺等小型整建工程。後來經相關單位檢討後，省政府於1996年決議繼續保留正濱漁港為漁業使用，並完成正濱漁港深水碼頭之規劃；同年11月辦理第一期工程，完成水深7.5公尺之深水碼頭180公尺與一棟面積2,250平方公尺臨時拍賣場。2000年3月，第二期工程開工，興建深水碼頭197公尺。